# Cabezuela del Valle
Cabezuela del Valle – gmina w Hiszpanii, w prowincji Cáceres, w Estramadurze, o powierzchni 56,57 km². W 2011 roku gmina liczyła 2443 mieszkańców.